# Mel Sheppard
Melvin Whinfield (Mel) Sheppard (Almonesson Lake, New Jersey, 5 september 1883 – Queens, 4 januari 1942) was een Amerikaanse atleet, die met name uitblonk in de afstanden tussen de 400 m en de 1500 m. Hij werd meervoudig Amerikaans kampioen op de 880 yard en meervoudig Amerikaans indoorkampioen op de 600 yard en de 1000 yard. Ook nam hij tweemaal deel aan de Olympische Spelen en won hierbij in totaal vijf medailles, waarvan vier gouden.

## Loopbaan
Zijn olympisch debuut maakte Sheppard op 24-jarige leeftijd bij de Olympische Spelen van 1908 in Londen. Hij kwam bij deze Spelen uit op drie onderdelen, namelijk de 800 m, de 1500 m en de 1600 m medley. Op alle drie de onderdelen veroverde hij een gouden plak. Met zijn drie gouden medailles was hij, samen met Henry Taylor, de meest succesvolle sporter in deze editie van de Olympische Zomerspelen.
Vier jaar later kwam hij op de Olympische Spelen van Stockholm uit op de 400 m, 800 m, 1500 m en de 4 x 400 m estafette. Op de 800 m won hij een zilveren medaille. Zijn finishtijd van 1.52,0 werd alleen onderboden door zijn landgenoot Ted Meredith, die met zijn finishtijd van 1.51,9 het wereldrecord verpulverde. Op de 4 x 400 m estafette won hij wel goud door samen met Edward Lindberg, Ted Meredith en Charles Reidpath in 3.16,6 het wereldrecord te verbeteren.
Sheppard overleed op 58-jarige leeftijd in zijn woning te Queens ten gevolge van een acute indigestie.

## Titels
- Olympisch kampioen 800 m - 1908
- Olympisch kampioen 1500 m - 1908
- Olympisch kampioen 4 x 400 m - 1912
- Olympisch kampioen medley - 1908
- Amerikaans kampioen 880 yd - 1906, 1907, 1908, 1911, 1912
- Amerikaans indoorkampioen 600 yd - 1908, 1909
- Amerikaans indoorkampioen 100 yd - 1906, 1907

## Persoonlijke records
| Onderdeel | Prestatie | Jaar |
| --------- | --------- | ---- |
| 400 m     | 48,8 s    | 1912 |
| 800 m     | 1.52,0    | 1912 |
| 1500 m    | 4.01,2    | 1912 |

## Palmares

### 400 m
- 1912: 2e in ½ fin OS - 48,9 (schatting)

### 800 m
- 1908:  OS - 1.52,8 (WR)
- 1912:  OS - 1.52,0

### 1500 m
- 1908:  OS - 4.03,4 (OR)
- 1912: AC OS

### 1600 m medley
- 1908:  OS - 3.29,4

### 4 x 400 m
- 1912:  OS - 3.16,6 (WR)

1912: Sheppard, Lindberg, Meredith, Reidpath ·
1920: Griffiths, Lindsay, Ainsworth-Davis, Butler ·
1924: Cochran, Helffrich, MacDonald, Stevenson ·
1928: Baird, Alderman, Spencer, Barbuti ·
1932: Fuqua, Ablowich, Warner, Carr ·
1936: Wolff, Rampling, Roberts, Brown ·
1948: Harnden, Bourland, Cochran, Whitfield ·
1952: Wint, Laing, McKenley, Rhoden ·
1956: Jenkins, Jones, Mashburn, Courtney ·
1960: Yerman, Young, G. Davis, O. Davis ·
1964: Cassell, Larrabee, Williams, Carr ·
1968: Matthews, Freeman, James, Evans ·
1972: Asati, Nyamau, Ouko, Sang ·
1976: Frazier, Brown, Newhouse, Parks ·
1980: Valiulis, Linge, Tsjernetski, Markin ·
1984: Nix, Armstead, Babers, McKay ·
1988: Everett, Lewis, Robinzine, Reynolds ·
1992: Valmon, Watts, Johnson, Lewis ·
1996: Harrison, Smith, Mills, Maybank ·
2000: Bada, Chukwu, Monye, Udo-Obong  ·
2004: Harris, Brew, Wariner, Williamson ·
2008: Merritt, Taylor, Neville, Wariner ·
2012: Brown, Pinder, Mathieu, Miller ·
2016: Hall, McQuay, Roberts, Merritt ·
2020: Cherry, Norman, Deadmon, Benjamin ·
2024: Bailey, Norwood, Deadmon, Benjamin
1896: Teddy Flack ·
1900: Charles Bennett ·
1904: Jim Lightbody ·
1908: Mel Sheppard ·
1912: Arnold Jackson ·
1920: Albert Hill ·
1924: Paavo Nurmi ·
1928: Harri Larva ·
1932: Luigi Beccali ·
1936: Jack Lovelock ·
1948: Henry Eriksson ·
1952: Josy Barthel ·
1956: Ron Delany ·
1960: Herb Elliott ·
1964: Peter Snell ·
1968: Kipchoge Keino ·
1972: Pekka Vasala ·
1976: John Walker ·
1980: Sebastian Coe ·
1984: Sebastian Coe ·
1988: Peter Rono ·
1992: Fermín Cacho ·
1996: Noureddine Morceli ·
2000: Noah Ngeny ·
2004: Hicham El Guerrouj ·
2008: Asbel Kiprop ·
2012: Taoufik Makhloufi ·
2016: Matthew Centrowitz ·
2020: Jakob Ingebrigtsen ·
2024: Cole Hocker
1896: Teddy Flack ·
1900: Alfred Tysoe ·
1904: Jim Lightbody ·
1908: Mel Sheppard ·
1912: Ted Meredith ·
1920: Albert Hill ·
1924: Douglas Lowe ·
1928: Douglas Lowe ·
1932: Tommy Hampson ·
1936: John Woodruff ·
1948: Mal Whitfield ·
1952: Mal Whitfield ·
1956: Tom Courtney ·
1960: Peter Snell ·
1964: Peter Snell ·
1968: Ralph Doubell ·
1972: Dave Wottle ·
1976: Alberto Juantorena ·
1980: Steve Ovett ·
1984: Joaquim Cruz ·
1988: Paul Ereng ·
1992: William Tanui ·
1996: Vebjørn Rodal ·
2000: Nils Schumann ·
2004: Joeri Borzakovski ·
2008: Wilfred Bungei ·
2012: David Rudisha ·
2016: David Rudisha ·
2020: Emmanuel Korir ·
2024: Emmanuel Wanyonyi